# Рутьеры
Рутьеры (французский: [ʁutje]) — средневековые наёмники, организованные в банды (rutta or routes). Термин впервые появляется в XII веке, но особенно ассоциируется со свободными компаниями времён Столетней войны.

## XII и XIII век
Появление отдельных банд (нем. Rotten, фр. Routes) наёмных солдат, часто в основном состоявших из пехотинцев (копейщиков, пращников, метателей дротиков, лучников и арбалетчиков), по-видимому, датируется серединой XII века. Историки спорят, чем именно они отличались от простых наёмных солдат, но общим мнением является ориентация на выгоду (в отличие от верности конкретному правителю или вере), иностранное происхождение и работа по контрактам для участия в определённых кампаний. Для этих войск использовалось множество различных названий, некоторые географические (например, Brabançons из Брабанта, Aragones из Арагона, Bascoli из страны Басков) и другие прозвища (например, фр. cotereaux или фр. cotereli), возможно возникшим из-за носимого солдатами ножа).
Банды наёмников в основном были замечены во Франции, Аквитании и Окситании, а также в Нормандии, Англии и на землях Священной Римской империи. Они были известны своим беззаконием и жалобами церкви на проводимые ими грабежи, что привело к их осуждению Третьим Латеранским собором в 1179 году. Отряды наёмников продолжали наниматься, но к началу XIII века начали приходить в упадок. Хотя они были полезны, они становились все более непопулярными. В Англии не только осуждалась их жестокость, но и получение высоких постов их командирами из незнатных семей вызывали трения внутри дворянства. Использование королём Иоанном наёмников в гражданских войнах привело к их осуждению и изгнанию Великой хартией вольностей в 1215 году. В начале XIII века банды наёмников также потеряли популярность во Франции после окончания Альбигойского крестового похода и начала длительного периода внутреннего мира.

## Столетняя война
История routiers восходит к нескольким годам после начала Столетней войны. Ведя боевые действия в Бретани в начале 1340-х годов, английские войска не могли пользоваться доходами герцогства, и солдатам приходилось жить за счёт грабежей местного населения. Соседствующие с гарнизоном деревни обычно обыскивали в поисках припасов, и впоследствии они были вынуждены платить гарнизону за защиту.
Эта система вскоре вызвала большую нестабильность в регионе по нескольким причинам. Она не приносила никакого дохода английской короне, но обогащала отдельных командиров, чей доход напрямую зависел от контроля над территорией, а не от дохода региона. Хотя королевский лейтенант мог полагаться на свои гарнизоны во время войны, они вряд ли имели высокую мораль. Более того, дислоцированные на окраинах гарнизоны маялись от безделья, которое разбавлялось случайной жестокостью. С учётом враждебно настроенного местного населения, всё это нередко приводило к стычкам и усложняло задачу управления герцогством.
Проблема не ограничивалась Бретанью. Расположенный недалеко от Пуатье замок Лузиньян был захвачен графом Ланкастером Генри Гросмонтом в сентябре 1346 года, а когда он ушёл из этого района, то оставил гарнизон под командованием Бертрана де Монферрана. Несмотря на перемирие между 1346 и 1350 годами, гарнизон опустошил более пятидесяти приходов, десять монастырей и разрушил города и замки на юге Пуату. В мае 1347 года французские войска были отправлены отбить крепость, но попали в организованную гарнизоном засаду и были вынуждены отступить.

## Происхождение
Рутье обычно называли «англичанами», но по большей части состояли из гасконцев. Их ряды также пополняли испанцы, немцы, англичане и французы. Многие отдельные отряды рутьеров возглавлялись гасконскими командирами. Кеннет Фаулер изучил происхождение 166 капитанов, 91 из которых участвовал в Больших компаниях: 36 были англичанами, 26 аквитанцами, 19 гасконцами, пять — беарнцами, пять из Германии, в дополнение к ним была группа из 45 бретонских капитанов и ещё одна группа из Наварры.

## Организация
В отличие от более ранних рот рутьеров, подразделения времён Столетней войны были в основном конными войсками. Их основными бойцами были тяжеловооружённые всадники, иногда в сопровождении конной пехоты, включая конных лучников. Например, роты, действовавшие в Оверни в сентябре 1363 года, оценивались в две тысячи тяжёлых всадников и тысячу пехотинцев, посаженных на коней. Кроме того компании могли сопровождать группы мародёров. Действовавший у бургундского Бона в сентябре 1364 года отряд рутьеров состоял из 120 «доблестных всадников» и 100 других бойцов, «не считая разорителей», что позволяет предположить, что последние не считались важными в военном отношении. Более крупные объединения имели организованную структуру, в которую даже входили секретари для сбора и распределения добычи. У некоторых групп было собственное отличительное обмундирование, как, например, у «Белых отрядов» Арно де Серволя.